# Gambellara (Ravenna)
Gambellara (Gamblèra in romagnolo) è una frazione del comune italiano di Ravenna, in Emilia-Romagna.
Il centro abitato ha una popolazione di 371 persone, mentre quella del territorio della frazione è di poco inferiore agli 800 abitanti.

## Geografia fisica
Il paese è situato in pianura, ad un'altitudine di 8 m s.l.m., sulla riva destra del fiume Ronco, a circa 10 km a sud-ovest della città di Ravenna. Il paese si sviluppa lungo la via Gambellara, che partendo dalla statale 67 Tosco-Romagnola conduce a San Pietro in Vincoli.

## Monumenti e luoghi d'interesse

### Architetture religiose
È documentata la presenza a Gambellara di una cappella intitolata a san Giacomo già nel XII secolo, compresa nel territorio ecclesiastico della pieve di San Cassiano a Campiano. La parrocchia di San Giacomo fu istituita nel XVI secolo e se ne hanno notizie nelle visite pastorali del vicario Benedetto Accolti del 1541 e dell'arcivescovo Pietro Aldobrandini del settembre del 1613. La chiesa ha subito una profonda ristrutturazione nel 1690. Presso l'altare maggiore è posto il dipinto seicentesco raffigurante San Giacomo con san Severo, vescovo di Ravenna, opera del pittore Mancini.

### Larghe di Saiano

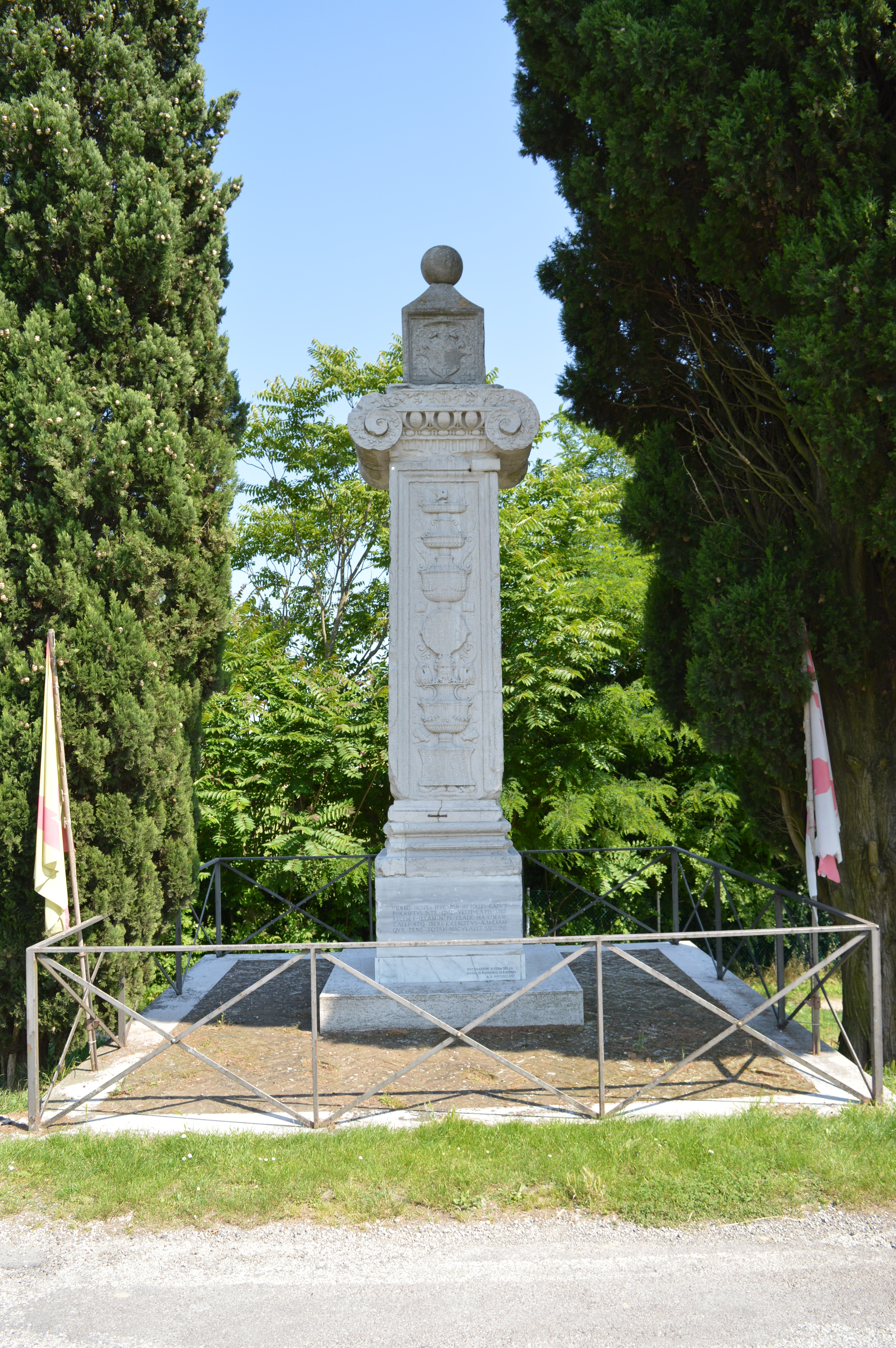
Colonna dei francesi in ricordo della battaglia di Ravenna del 1512

Nei pressi di Gambellara, l'11 aprile 1512 venne combattuta la battaglia di Ravenna. In località Larghe di Saiano, che prende il nome dal capitano francese responsabile dell'accampamento delle milizie di Gastone de Foix, sono state rinvenute fosse comuni, dove sono stati sepolti i soldati periti nella battaglia.
In onore e ricordo della battaglia nella zona venne a suo tempo collocata una stele denominata Colonna dei francesi, in seguito spostata per sua salvaguardia a poca distanza, sull'argine del fiume Ronco.